# The Gallery
The Gallery ist das zweite Album der schwedischen Melodic-Death-Metal-Band Dark Tranquillity. Das Album wurde am 27. November 1995 via Osmose Productions veröffentlicht.

## Entstehung
The Gallery wurde im Studio Fredmann zwischen April und Mai 1995 aufgenommen und abgemischt. Es ist das erste Album, auf dem Mikael Stanne als Lead-Sänger fungiert. Die weiblichen Gesangsparts, welche unter anderem bei The Gallery zu hören sind, wurden von Eva-Marie Larsson übernommen. Das CD-Cover wurde von Kristian Wåhlin entworfen.

## Versionen
Es gibt zusätzlich eine auf 1.000 Kopien beschränkte Promo-CD, mit einem von Niklas Sundin entworfenen CD-Cover. 2004 wurde das Album mit einer leichten Coveränderung wiederveröffentlicht. Als Bonusmaterial wurden neben den beiden Cover-Songs der 10" Box weitere drei Cover-Songs mitveröffentlicht.

## Titelliste
1. Punish My Heaven – 4:48 (Musik: Johansson, Sundin, Jivarp / Text: Stanne, Sundin)
2. Silence, and the Firmament Withdrew – 2:36 (Musik: Sundin, Henriksson / Text: Sundin, Stanne)
3. Edenspring – 4:31 (Musik: Sundin, Johansson / Text: Stanne)
4. The Dividing Line – 5:02 (Musik: Jivarp, Johansson, Sundin / Text: Stanne)
5. The Gallery – 4:08 (Musik: Henriksson / Text: Stanne, Sundin)
6. The One Brooding Warning – 4:15 (Musik: Henriksson, Johansson, Sundin / Text: Stanne)
7. Midway Through Infinity – 3:30 (Musik: Sundin, Jivarp, Henriksson, Johansson / Text: Stanne)
8. Lethe – 4:43 (Musik: Henriksson / Text: Sundin)
9. The Emptiness From Which I Fed – 5:44 (Musik: Henriksson, Sundin, Johansson / Text: Stanne)
10. Mine is the Grandeur… – 2:27 (Musik: Henriksson, Sundin)
11. …Of Melancholy Burning – 6:16 (Musik: Henriksson / Text: Stanne)

Bonussongs 10" Box:
1. Bringer of Torture – 2:20 (Kreator-Cover)
2. Sacred Reich – 3:14 (Sacred-Reich-Cover)

Bonussongs 2004:
1. Bringer of Torture – 2:20 (Kreator-Cover)
2. Sacred Reich – 3:14 (Sacred-Reich-Cover)
3. 22 Acacia Avenue – 6:06 (Iron-Maiden-Cover)
4. Lady in Black – 4:23 (Mercyful-Fate-Cover)
5. My Friend of Misery – 5:28 (Metallica-Cover)

## Bedeutung
Das deutsche Magazin Visions führte The Gallery auf ihrer 2019 veröffentlichten Liste der 55 besten schwedischen Rockalben.